# Senegalia polyacantha
Senegalia polyacantha (Willd.) Seigler & Ebinger, 2009 è una pianta della famiglia delle Fabacee nativa dell'Africa subsahariana e dell'India, conosciuta anche come White Thorn.

## Descrizione
Si presenta come un albero alto fino a 25 metri. Il termine polyacantha significa "tante spine"; la pianta presenta infatti rami ricchi di spine.